# Torreta Alonso
La Torreta Alonso és una torre de defensa d'una zona cultivable, al massís del Maestrat, a poca distància de Castelló de la Plana, a la partida del Bovalar, al camí de la Costa del municipi de Castelló de la Plana. Datada al segle xvi, aquesta torre defensiva està per declaració genèrica catalogada com a bé d'interès cultural, amb anotació ministerial número RI-51-0012332, i data d'anotació 1 de 2009, segons consta a la Direcció General de Patrimoni Artístic de la Generalitat Valenciana.

## Història
Com en moltes de les zones de cultiu de la Plana Alta, els masos en què residien propietaris i treballadors d'aquestes, en reiterades ocasions patien l'atac de lladres, alguns dels quals venien per mar, com els diversos grups de pirates que d'improvís arribaven a les costes mediterrànies. Aquests atacs van fer necessària la fortificació de les masies, per poder oferir refugi no només als que hi vivien, sinó a altres agricultors que estaven escampats a les zones de cultiu. Aquest va haver de ser l'origen de la Torreta d'Alonso, ja que està catalogada com a torre de defensa d'una masia, compartint amb les altres torres de semblant origen les característiques constructives. Podíem dir que la Torreta és una antiga masia de tipologia rural, amb aires castrenses.

## Arquitectura
La torreta, que respon a la tipologia comuna a la zona de torre defensiva de caràcter rural, està caracteritzada per presentar una potent torrassa quadrada coronada amb merlets. Malgrat haver estat destruïdes per realitzar diverses construccions en els seus terrenys, existien dues torres més.
Presenta planta rectangular, de murs de fàbrica de maçoneria presentant carreus en els cantons a manera de reforç d'aquests. La coberta presenta teules àrabs.
La façana principal es troba orientada, a l'est i l'accés principal es realitza a través d'una porta amb llinda i brancals de carreus, la qual està centrada en la façana. A més, la façana presenta les finestres dels pisos superiors, una al primer, directament sobre la porta d'entrada i dues en el segon, que són més grans i estan rematades amb arcs rebaixats.
Poden apreciar encara restes d'un matacà que va haver d'existir a nivell de la coberta. La torre disposa de petites obertures situades en la resta dels seus paraments.
Com altres torres de la rodalia, com Carmelet, del Carme, o dels Gats, les tres situades a Cabanes, presenta garites rodones en dues de les cantonades oposades.